# 486170 Zolnowska
486170 Zolnowska è un asteroide della fascia principale. Scoperto nel 2012, presenta un'orbita caratterizzata da un semiasse maggiore pari a 2,5433024 UA e da un'eccentricità di 0,2404139, inclinata di 6,71160° rispetto all'eclittica.